# Monster Allergy
Monster Allergy ist eine italienische Comic-Serie, die seit 2003 erscheint. Sie wurde geschaffen von Katja Centomo, Francesco Artibani, Alessandro Barbucci und Barbara Canepa und in mehrere Sprachen übersetzt. 2005 folgte eine italienisch-französisch-deutsche Zeichentrickserie. Die Zeichentrickserie wurde in Zusammenarbeit zwischen Rainbow S.p.A., Disney Television und dem ZDF entwickelt.

## Handlung
Ezekiel Zick kann Monster, im Gegensatz zu „normalen“ Menschen, sehen. Er stammt aus einer Dynastie von Monster-Bändigern und hat besondere Fähigkeiten, die ihm Einblick in diese außergewöhnliche Welt ermöglichen. Die meisten Monster sind harmlos und nett, manche sind nervig und einige wenige gefährlich. Magnacat gehört zu den Gorkas, einer bösartigen Mischform aus Monster und Mensch, die ihre äußere Form verändern können – je nachdem wie es besser für ihre gemeinen Pläne passt. Doch Magnacat hat nicht mit Zick gerechnet, der den guten Monstern der Stadt hilft und die bösen Monster bändigt und fängt. Dabei wird Zick von Elena unterstützt, seine unerschrockene Freundin aus der Nachbarschaft. Zunächst scheint er der einzige „Bändiger“ zu sein, bis er auf seinen Konkurrenten Teddy Thaur trifft. Mit Hilfe der Unterstützung seiner Freunde gelingt es ihm seinen von Magnacat entführten Vater zu befreien.

## Charaktere
Ezekiel ZickEr ist 12 (im Comic 10) Jahre alt und aufgrund einer seltenen Allergie hat er die Fähigkeit Monster zu sehen und sie zusammen mit Elena zu besiegen. Er verfügt über die Fähigkeit des Bändigens von Monstern und kann diese mit seiner Stimme psychokinetisch manipulieren. Er isst gerne Johannisbeer-Sandwiches. Er hat relativ lange blaue Haare und schwarze Augen, trägt ein grünes T-Shirt mit einem blauen Kringel auf der Vorderseite und darunter ein lila Hemd. Wenn er die Monster mit seiner Stimme manipuliert, leuchten seine Augen blutrot auf. Seine Großeltern sind inzwischen verstorben und sind jetzt Geister.
Elena PotatoSie ist genau so alt wie Ezekiel und erhält von seiner Mutter die Gabe, ebenfalls Monster zu sehen, die nicht von anderen Menschen wahrgenommen werden können. Sie ist sehr selbstbewusst und sagt immer, wenn sie sich erschrickt „Heiliger Feuerstoß“. Ihr Hobby ist das Lesen von Comics. Sie trägt einen hellgrünen Pullover mit einer lila Schleife davor. Sie hat orangebraune, meistens zu zwei Zöpfen gebundene Haare und braune Augen. Oft trägt sie in den Folgen eine Baseball-Cap. Sie ist ein sog. „Wächter“. In der englischen Fassung wird sie von Kaley Cuoco gesprochen.
MagnacatMagnacat ist ein Gorka und er ist der Antagonist der Serie. Er hat die Fähigkeit sich zu verwandeln, was ihn „tarnt“. Er hat auch die Fähigkeit, die Gedanken anderer zu kontrollieren und kann sehr gut fliegen (können alle Gorkas). Er möchte sich für seine Demütigungen rächen und die Herrschaft über die Monsterstadt Biburssi übernehmen.
Omnised und OmniquodDie beiden sind Brüder und Magnacats Agenten. Auch sie haben die Fähigkeit, sich unter anderem in Menschen zu verwandeln. Aber sie sind nicht harmlos, weswegen sich der später auftauchende Teddy Thaur als Hilfe im Kampf gegen die beiden herausstellt.
Emily VermeerSie ist die Tante von Ezekiel Zick und dazu noch eine böse Hexe. Sie lebt in einer geheimen Basis in dem nahe gelegenen Wald.
Hectro SinistroEr war einst auch ein „Wächter“. Später wurde er dann böse und gründete einen Zirkus, in dem die furchterregendsten Monster auftauchen, gegen die gekämpft werden muss.
Greta BarrymoreGreta Barrymore ist Zicks Mutter. Sie beschützt ihren Sohn vor Monstern und leitet einen Blumenladen. Wie Elena Potato ist sie eine „Wächterin“, die aufpasst, dass Monster nicht die Erde unterjochen. Sie hat blonde Haare und eine Brille.
Zobedia „Zob“ ZickZob Zick ist der Vater von Ezekiel Zick. Er kann wie sein Sohn Monster bändigen und ist daher ebenfalls ein „Bändiger“ (Tamer).
Theo und TessaTheo und Tessa sind die weisen Geister von Zicks verstorbenen Großeltern, die er um Rat fragt, falls er mal nicht weiter weiß.
Julie PotatoJulie Potato ist die schwangere Mutter von Elena Potato. Sie hat aber im Gegensatz zu ihrer Tochter keine besonderen Kräfte. Da die Charaktere mit der Serie altern, bekommt sie am Ende der Serie Zwillinge.

## Comic-Veröffentlichungen
Der Comic erscheint seit Oktober 2003 in Italien bei Panini Comics. Die Idee stammt von Katja Centomo, Francesco Artibani, Alessandro Barbucci und Barbara Canepa. Artibani ist Autor der Geschichten, Inker sind Cristina Giorgilli und Daniela Vetro. Die Kolorierung machen Pamela Brughera und Barbara Canepa. Übersetzungen erschienen unter anderem in den Philippinen, Malaysia und Singapur. Eine deutsche Fassung erschien erstmals bei Carlsen Comics in drei Heften von Oktober bis Dezember 2003. Es folgten bei Ehapa Comic Collection von Dezember 2005 bis Januar 2007 acht Paperback-Ausgaben. Seit Mai 2013 wird die deutsche Übersetzung bei Dani Books fortgesetzt.

## Fernsehserie
Die Zeichentrickserie als Adaption der Comics entstand als Kooperation von Rainbow S.p.A., Futurikon, Rai Fiction, ZDF Enterprises und M6. Regie führte Iginio Straffi und die Drehbücher wurden geschrieben von Francesco Artibani, Bruno Enna, Earl Kress, Anne-Marie Perrotta, Tean Schultz und Kurt Weldon. Die Arbeiten an den Hintergründen wurden geleitet von Francesco Morici und die Charakterdesigns wurden entworfen von Denis Agostinelli, Mauro Angeloni und Thierry Beltrami.
Die Erstausstrahlung der Serie fand ab dem 23. September 2006 bei Rai 2 statt. Die deutsche Erstausstrahlung folgte ab dem 23. Oktober 2006 bei KI.KA.